# Shtriga
La Shtriga (dal latino strix; compara anche romeno striga e polacco Strzyga), in folklore albanese, era una strega vampiro che succhiava il sangue dei bambini durante la notte mentre dormivano, e poi si trasformava in un insetto volante (tradizionalmente una falena, una mosca o un'ape). Solo la stessa shtriga poteva curare quelli che aveva dissanguato (spesso sputando loro in bocca), e quelli che non venivano curati inevitabilmente si ammalavano e morivano.
Edith Durham riportò diversi metodi considerati tradizionalmente efficaci per difendersi da una shtriga. Una croce fatta di ossa di maiale potrebbe essere posta all'ingresso di una chiesa nella Domenica di Pasqua, rendendo qualsiasi shtriga all'interno incapace di uscire. Esse poi potrebbero essere catturate e uccise sulla soglia mentre tentano invano di passare. Ella inoltre riportò la storia che, dopo aver succhiato il sangue da una vittima, la shtriga generalmente se ne va nel bosco e lo rigurgita. Se si prende una moneta d'argento e la si lascia a bagno in quel sangue avvolta in un panno, questa diventa un amuleto che offre protezione permanente da qualsiasi shtriga. Si dice spesso che una sfera (o proiettile) di ferro battuto può uccidere uno shtriga ma solo quando essa sta mangiando.
Alcuni albanesi non credono nella shtriga, e dicono che la shtriga è una fantasia per spaventare i bambini se non si comportano bene, mentre altri affermano che la shtriga, nota anche come la madre di tutte le tenebre, è reale e che la hanno vista volare attraverso la finestra con un grido stridulo. 
La shtriga è spesso descritta come una donna con lunghi capelli neri (a volte indossante una mantellina) e un volto orrendamente sfigurato.

## La Shtriga nella cultura di massa
- Il serial televisivo Supernatural parla di una shtriga nell'episodio "Qualcosa di stregato" della prima stagione.
- Nel V capitolo del videogioco The Witcher, il protagonista affronta una principessa che è stata maledetta e trasformata in "Shtriga".